# Mao Dun
Mao Dun (n. 4 iulie 1896, Tongxiang, China – d. 27 martie 1981, Beijing, China) a fost pseudonimul lui Shen Dehong (Shen Yanbing), un romancier, critic cultural și jurnalist chinez din secolul XX. El a fost și Ministrul Culturii din China din 1949 până în 1965. El este cunoscut drept unul dintre cei mai importanți romancieri realiști ai Chinei moderne. Cele mai cunoscute lucrări ale sale sunt Miezul nopții (Ziye), un roman ce ilustrează viața din Shanghai-ul cosmopolitan, și Viermii de mătase ai primăverii. A mai scris și un număr mare de povestiri.
A adoptat numele de 'Mao Dun' (矛盾), care înseamnă "contradicție", acest pseudonim exprimând tensiunea ideologiei revoluționare contradictorii apărute în anii 20. Prietenul său Ye Shengtao a schimbat primul caracter din 矛 în 茅, însemnând literalmente "păr des", pentru a-l proteja de persecuția politică.
A fost influențat de Lu Xun și a scris o proză narativă de viziune realistă, consacrată evenimentelor dramatice ale Chinei pre-revoluționare. A mai scris și teatru satiric și eseuri critice.

## Scrieri
- 1927: Huanmieh ("Deziluzie")
- 1927: Tung-yao ("Șovăire")
- 1928: Chui-ch'iu ("Încercări")
- 1932: Tzu-yeh ("Zorile")
- 1942: Shuang-yeh hung ssu êrh-yüeh hua ("Frunze brumate, asemănătoare florilor roșii de primăvară").

1. ↑  CONOR.SI[*] Verificați valoarea |titlelink= (ajutor)